# Elettrica
Elettrica è il terzo singolo estratto dall'album Grande nazione dei Litfiba.
Pubblicato in occasione del Record Store Day 2012 in formato Vinile 10 pollici doppio lato A (insieme al singolo precedente, La mia valigia) il 17 aprile 2012, mentre entra in rotazione radiofonica dal 30 marzo.
Il 19 aprile 2012 viene pubblicato il videoclip della canzone, diretto da Antonio Meucci, girato interamente a Firenze con protagonisti i membri della band e la giovane attrice Angela Pepi. Al videoclip ha preso parte anche il secondo chitarrista Cosimo Zannelli, turnista del gruppo.

## Tracce
- Elettrica - 4:11
- La mia valigia - 4:58

## Classifiche
| Classifica (2012) | Posizione massima |
| ----------------- | ----------------- |
| Italia            | 96                |